# 成人スティル病
成人スティル病（せいじんスティルびょう、Adult Still's disease; ASD、または成人発症型スティル病、Adult Onset Still's Disease; AOSD、成人スチル病とも）はもともと小児に起こる原因不明の炎症性疾患であるスティル病（全身型若年性特発性関節炎）が成人に発症したものである。とはいえその病像は小児のスティル病(Still's disease)とはやや異なっている。不明熱の重要な原因の一つである。

## 解説
原因不明の全身性炎症性疾患。この疾患特有の特徴的な症状はなくいくつかの臨床症状と検査所見から疑い、他の熱性疾患を除外することによって診断する。現れる症状は、弛張熱、関節炎、前胸部のサーモンピンク疹、肝脾腫、リンパ節腫脹などである。
疾病名の由来は1897年に小児の発熱、関節症状、リンパ節腫脹をきたす疾患について最初に報告した。イギリスの小児科医 George Frederic Still(1868─1941)である。

## 病因
不明である。IL-18を産生する活性化マクロファージの関与が示唆されている。フェリチンをマクロファージや組織球が産生することも傍証と言われるが、正確な機序は不明である。

## 症状
- 発熱
一般に膠原病では発熱がおこるものだが、本症における発熱は特徴的で、数時間の経過で39℃を軽く超える弛張熱をきたす。スパイクの間には、解熱していることもあれば微熱が持続している事もある。そういった発熱状態が1週間以上続く。
- 関節炎
単関節炎から多発関節炎まで見られ、関節リウマチと似た滑膜炎でびらん性である。
- 皮疹
きわめて特徴的とされる前胸部のサーモンピンク色の皮疹が重要で、これは発熱と一致して増悪、改善する。[5][6]
掻爬により、体幹に境界明瞭で鮮紅色の線状紅斑が複数条出現することがある。この特徴的な紅斑は、Flagellate erythema, Flagellate dermatitis, Scratch dermatitis とも呼ばれる。(成人スティル病のほかにも、（1）シイタケ皮膚炎、（2）ブレオマイシン/ペプレオマイシンによる薬疹、（3）皮膚筋炎、（4）サイトメガロウイルス感染症で同様の紅斑がみられることがある。)
- 咽頭痛
小児のスティル病と異なる特徴的な所見であり、そのうえ成人スティル病ではほぼ必発である。
- リンパ節腫脹
全身性のリンパ節腫脹が高い頻度で見られる。
- 肝障害
肝酵素の上昇がみられ、病勢と一致して増悪・改善する。
- 脾腫
脾腫はよくみられ、リンパ節腫脹と同じ病因によると考えられている。
- 筋肉痛
- 心膜炎

### 分類基準
成人発症スチル病分類基準、難病情報センター資料より引用。
1. 大項目
  1. 39℃以上の発熱が1週間以上持続
  2. 関節痛が2週間以上持続
  3. 定型的皮疹
  4. 80%以上の好中球増加を伴う白血球増加（10000/ml以上）
2. 小項目
  1. 咽頭痛
  2. リンパ節腫脹または脾腫
  3. 肝機能異常
  4. リウマトイド因子陰性および抗核抗体陰性
3. 除外項目

- 感染（特に敗血症、伝染性単核球症）
- 悪性腫瘍（特に悪性リンパ腫）
- 膠原病（特に結節性多発動脈炎、悪性関節リウマチ）

診断
大項目中２項目以上に該当し、かつ、小項目の各項目を含めて５項目以上に該当する場合に成人スチル病と診断する。
ただし、大項目、小項目に該当する事項であっても除外項目に該当する場合は除外する。
Fautrelらの分類基準（2002年）
1. 大項目
  1. 弛張熱 (39℃以上)
  2. 関節痛
  3. 一過性紅斑
  4. 咽頭炎・咽頭痛
  5. 好中球増加（80%以上）
  6. 糖鎖フェリチン低下（20％以下）
2. 小項目
  1. 斑状丘疹状皮疹
  2. 白血球増加（10000/μL以上）

- 大項目4つ以上、あるいは大項目3つ+小項目2つ、で分類する

## 検査
白血球上昇、CRP上昇、フェリチン上昇がみられる。特にフェリチンの著増は特徴的ではあるが、診断的とまでは言えない。
慢性の炎症性疾患で関節炎を伴いながら抗核抗体、リウマチ因子などの自己抗体が陰性であるということが、本症を支持する所見となる。血算において汎血球減少が見られた場合、本症に血球貪食症候群の合併の可能性が考えられ、緊急の診断と治療計画の検討が必要となる。

## 診断
上記のような特徴的な所見があることと、その他の疾患に診断されないということが重要である。すなわち本症は除外診断によって診断される疾患である。
以下の疾患の除外が必要となる。
- 感染症
厚生省の成人スティル病研究班は、敗血症と伝染性単核球症を挙げている。パルボウイルスB19や慢性活動性EBウイルス感染症などとの鑑別。
- 悪性腫瘍
成人スティル病研究班は悪性リンパ腫を挙げている。
- 膠原病
成人スティル病研究班は結節性多発動脈炎と悪性関節リウマチを挙げている。

これらの疾患の除外は、特定疾患の認定を受ける際にも必要である。

## 治療
疾患の経過を予測することは難しいが、軽度の病態であれば自然寛解はありうる。従って最初は、著明な発熱（患者はひどい不快感をおぼえる）に対する対症療法としてNSAIDsが用いられる。しかしそれでおさまらないようなら、ステロイドや免疫抑制剤を使用せざるを得ないことになる。IL-6に対する治療（抗IL-6抗体トシリズマブ）が奏効することもある。米国では2020年ヒト型抗ヒトインターロイキン-1βモノクローナル抗体カナキヌマブをFDAが承認した。(カナキヌマブはすでに全身性若年性特発性関節炎（SJIA）で承認されていた。)
シクロスポリンAの有効例もしばしば見られる。メトトレキサート、タクロリムスも同様に用いられる。シクロフォスファミドの処方例は減少傾向にある。